# Јуруково (Грчка)
Јуруково (грч. Γιουρούκι, Јуруки) је насеље у Грчкој у општини Лерин, периферија Западна Македонија. Према попису из 2021. било је 25 становника.
Македонски историчар Тодор Симовски, 1998. године наводи да је Јуруково словенско насеље.

## Становништво
| Година       | 1971 | 1981 | 1991 | 2001 | 2011 |
| ------------ | ---- | ---- | ---- | ---- | ---- |
| Становништво | 85   | 63   | 52   | 49   | 31   |